# What Made You Say That
Singles de Shania Twain
Dance with the One That Brought You
(1993)
Pistes de Shania Twain
You Lay a Whole Lot of Love on Me
What Made You Say That est le premier single extrait du premier album de Shania Twain.

## Charts mondiaux
Aux États-Unis, sur les palmarès country, la chanson débute en 74e position le 27 mars 1993, passe en 55e position le 15 mai 1993 et y reste deux semaines.

## Vidéoclip
Le clip a été tourné à Miami, en Floride, par Steven Goldmann, le 12 janvier 1993. Dans cette vidéo, Shania Twain est habillée d'un gilet coupé en bas de la poitrine et porte une robe blanche dont l'arrière est dégagé. La vidéo est par la suite incluse sur le DVD The Platinum Collection.

## Controverse
La vidéo fut la première vidéo country à avoir été bannie de la chaine CTM ; seuls MTV et ABC diffusent officiellement le clip, ce qui entraîne une controverse auprès des téléspectateurs des chaînes de vidéoclips.[réf. nécessaire]

## Classements mondiaux
| Pays                             | Meilleure Position |
| -------------------------------- | ------------------ |
| Canada Country                   | 70                 |
| États-Unis Billboard Hot Country | 55                 |